# Bafou
Bafou est un village du Cameroun, groupement de village et chefferie de 1er degré de la commune de Nkong-Zem, situé dans la Région de l'Ouest, en pays bamiléké. 
Bafou est l'une des plus grandes chefferies du Cameroun, la deuxième de l'Ouest Cameroun au regard de la superficie et de la population après celle de Bandjoun et la plus grande du département de la Menoua.
On y parle le yemba, un dialecte bamiléké.

## Histoire
La chefferie a été fondée vers 1520 par Tala, chasseur venu de Baleveng. Bafou vient de pouo-fouh, « le peuple des gens qui cherchent, qui fouillent, qui n’acceptent rien sans en comprendre le fond ».

## Étymologie
Bafou est un nom composé et de son sens nous nous trouvons devant plusieurs interprétations.
- D'abord Ba, qui serait la déformation par les européens du mot pouo qui signifie les gens de... puis Fou (fouh) qui traduirait le verbe fouiller, chercher. Ainsi, Pouo-Fouh (Bafou) serait le « peuple des gens qui cherchent, qui fouillent ».
- le suffixe Fouh signifierait se développer, se multiplier comme un champignon, les Bafou seraient donc les gens qui se développent et se multiplient comme des champignons.

## Géographie

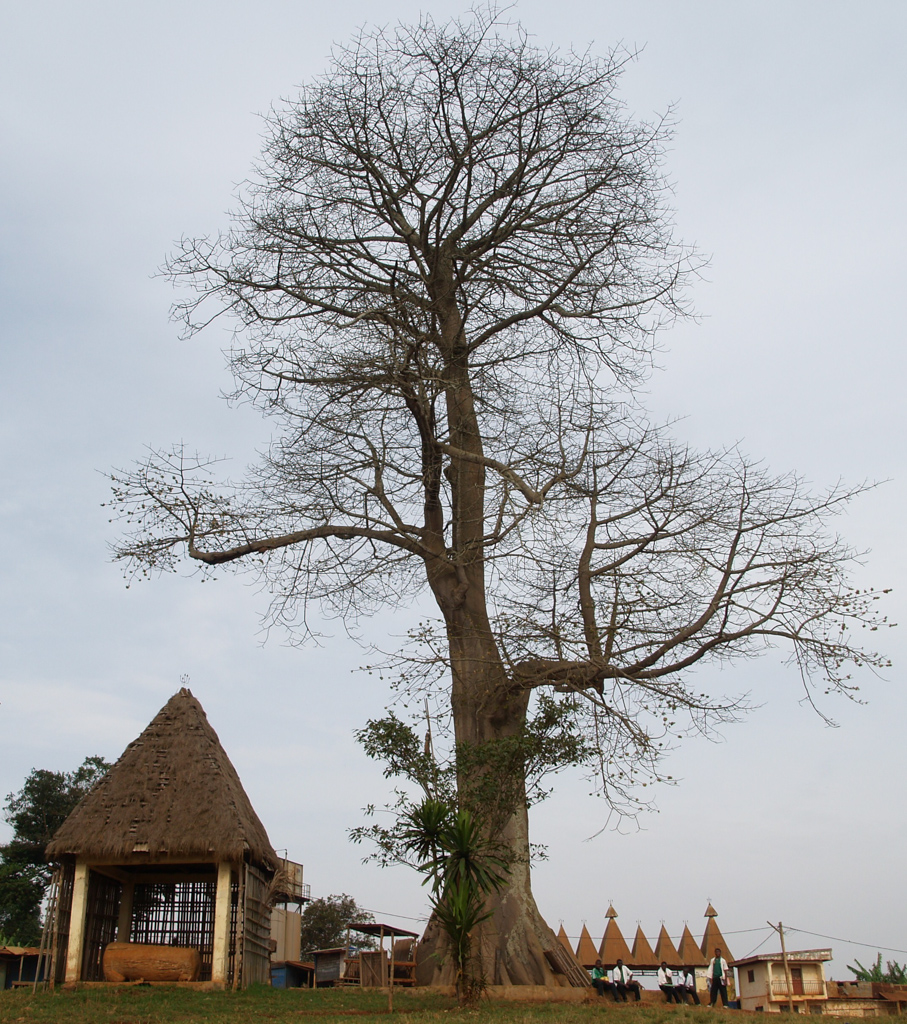
Arbre sacré près de la chefferie.

Le village de Bafou-Centre est situé au pied du Mont Memboukem (1635 m) sur la route départementale D70 à 5,1 km du chef-lieu communal, Nkong-Zem. Les villages frontaliers de Bafou sont : Bagang, Baleveng, Bamendou, Fotomena, Foto, Fongo-Tongo, Fosimody et Bamoubock.

### Reliefs
Les principaux sommets de Bafou sont au nombre de quatre : Lekouet Lelieue, Lekouet Sessa, Lekouet Pokang et Lekouet Medjio,Lekouet Lepeh.

### Hydrographie
Bafou est abondamment arrosé par de nombreux ruisseaux, notamment la partie Nord et les quartiers de Djuttitsa et de Tchoutsi, ce qui explique les cultures maraîchères prédominantes dans cette partie et l'existence de trois complexes : CEIPS, CTE et EPA. 
Les principales rivières sont la Mia-mezo, la Mianou, la Mia-melieu, la Mia-Meloung et l'Atioyem.

## Agriculture
l'agriculture est l'activité principal dans cette zone du a sa fertilité ,Bafou Nord s’est érigé depuis quelques décennies en grand bassin de production agricole avec d’abord la caféiculture arabica depuis les années 1930-1940, puis le vivrier marchand et le maraîcher.

## Chefferies

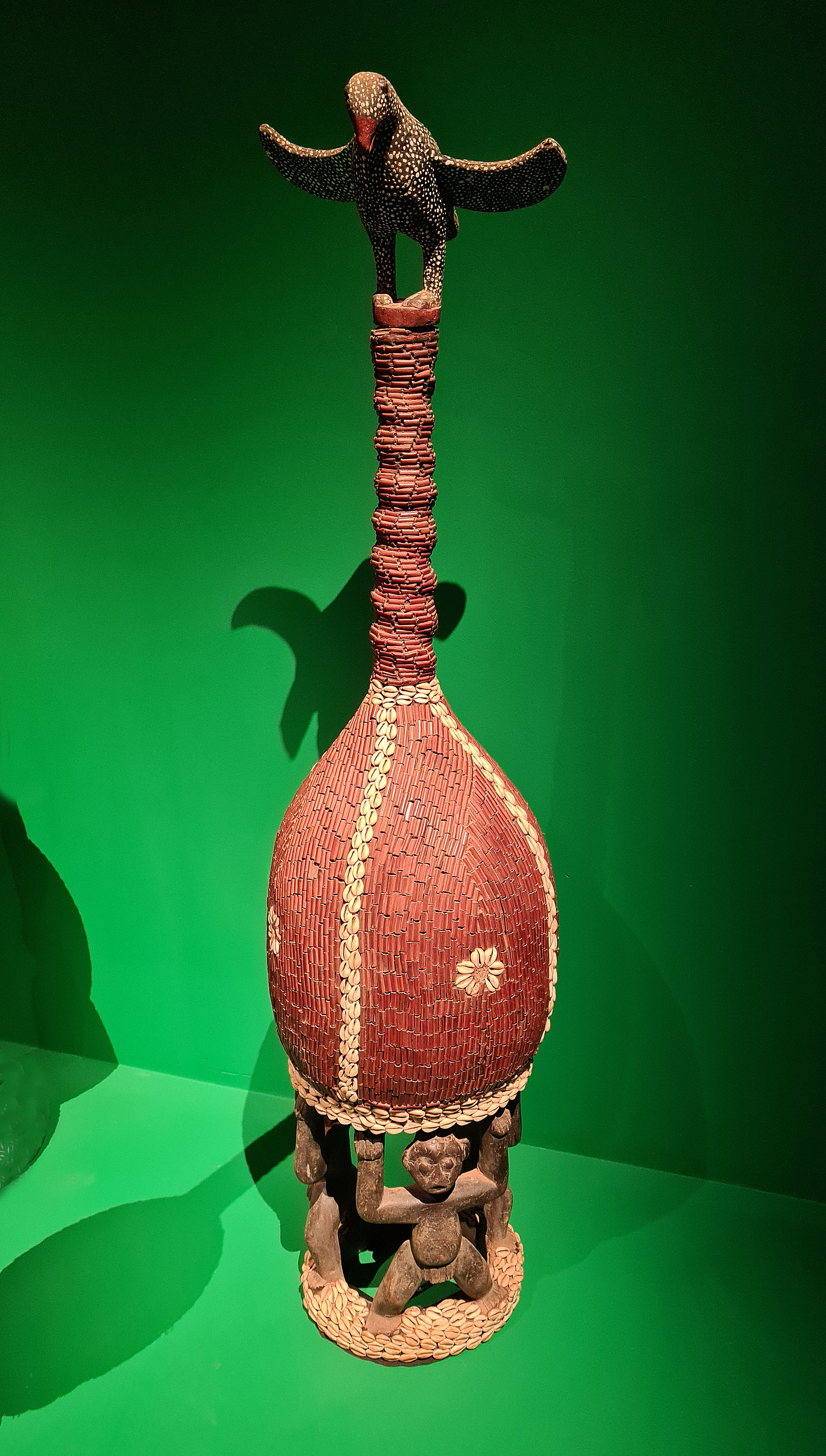
Calebasse à perles de bois (chefferie Bafou).

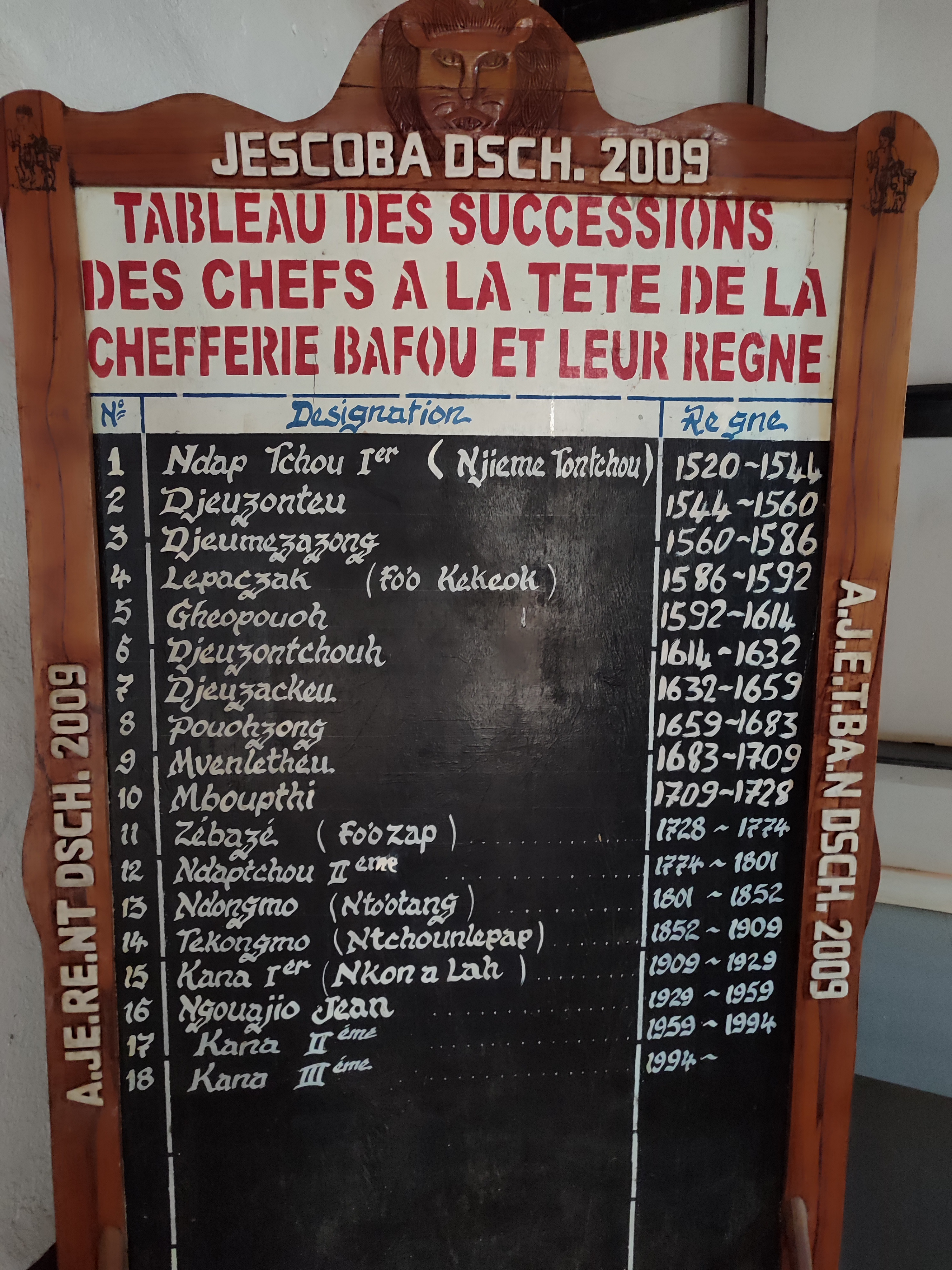
Dynastie des Rois Bafou

La place de l'éléphant.
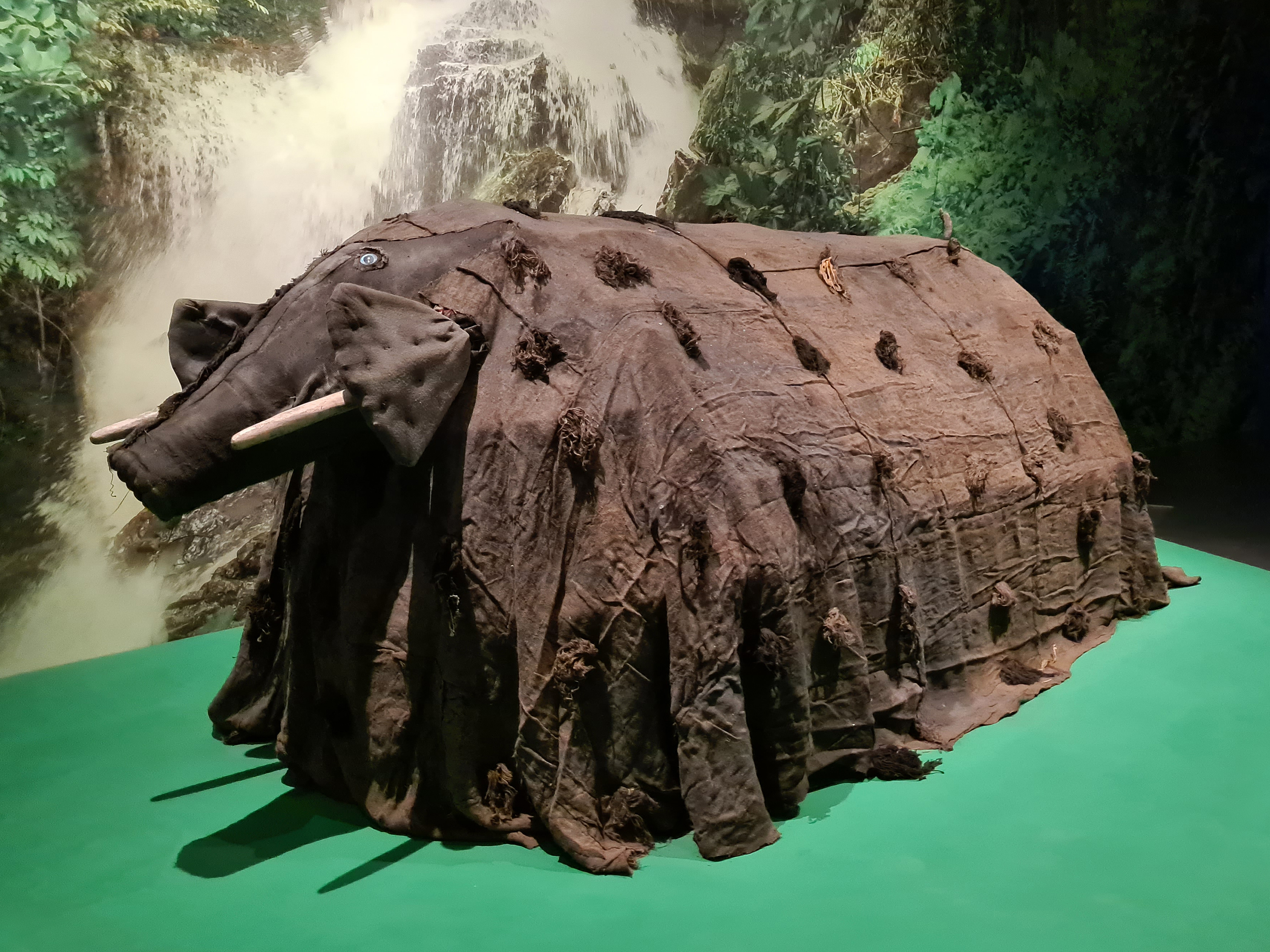
Totem éléphant géant.
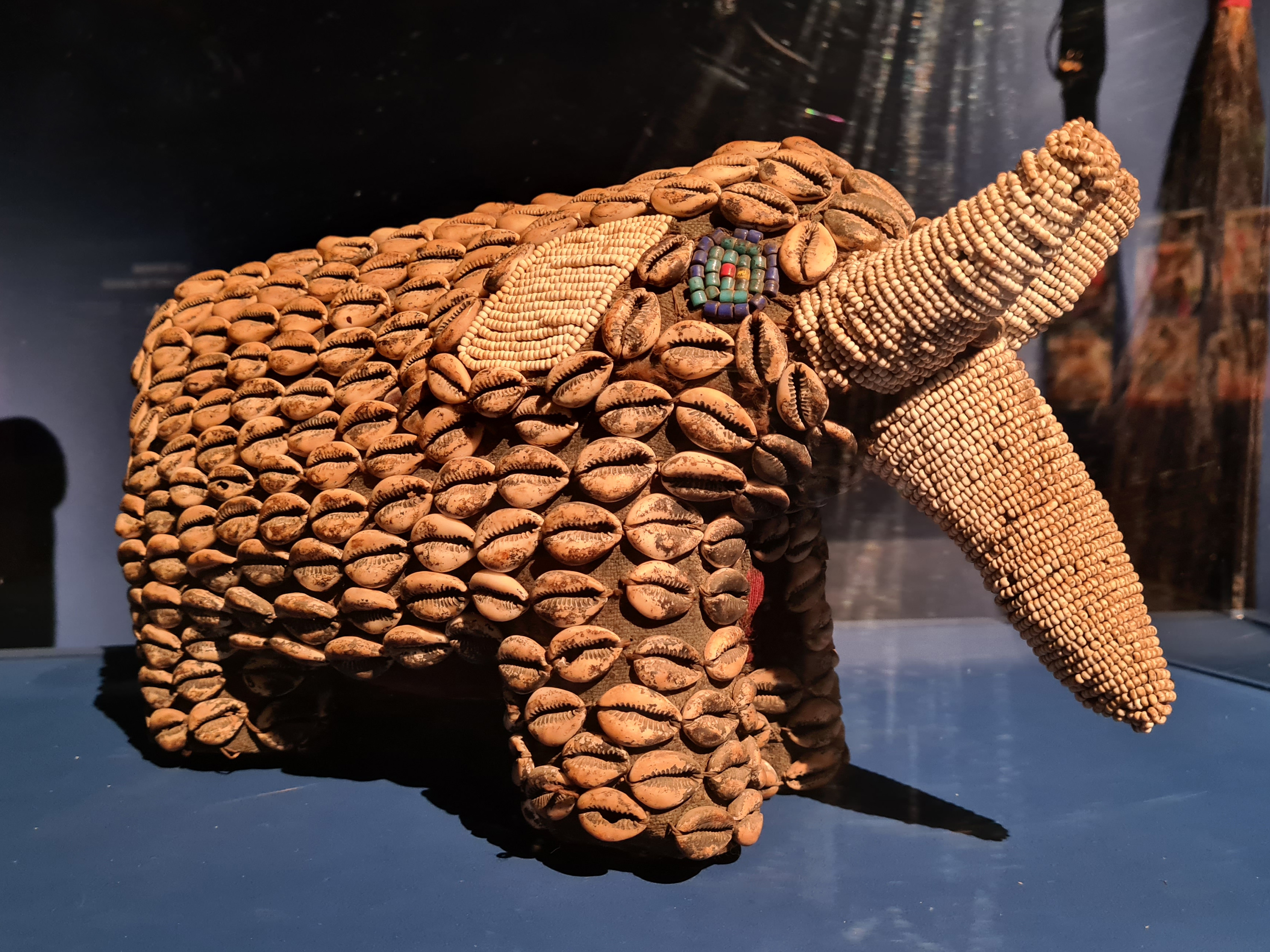
Figurine éléphant.
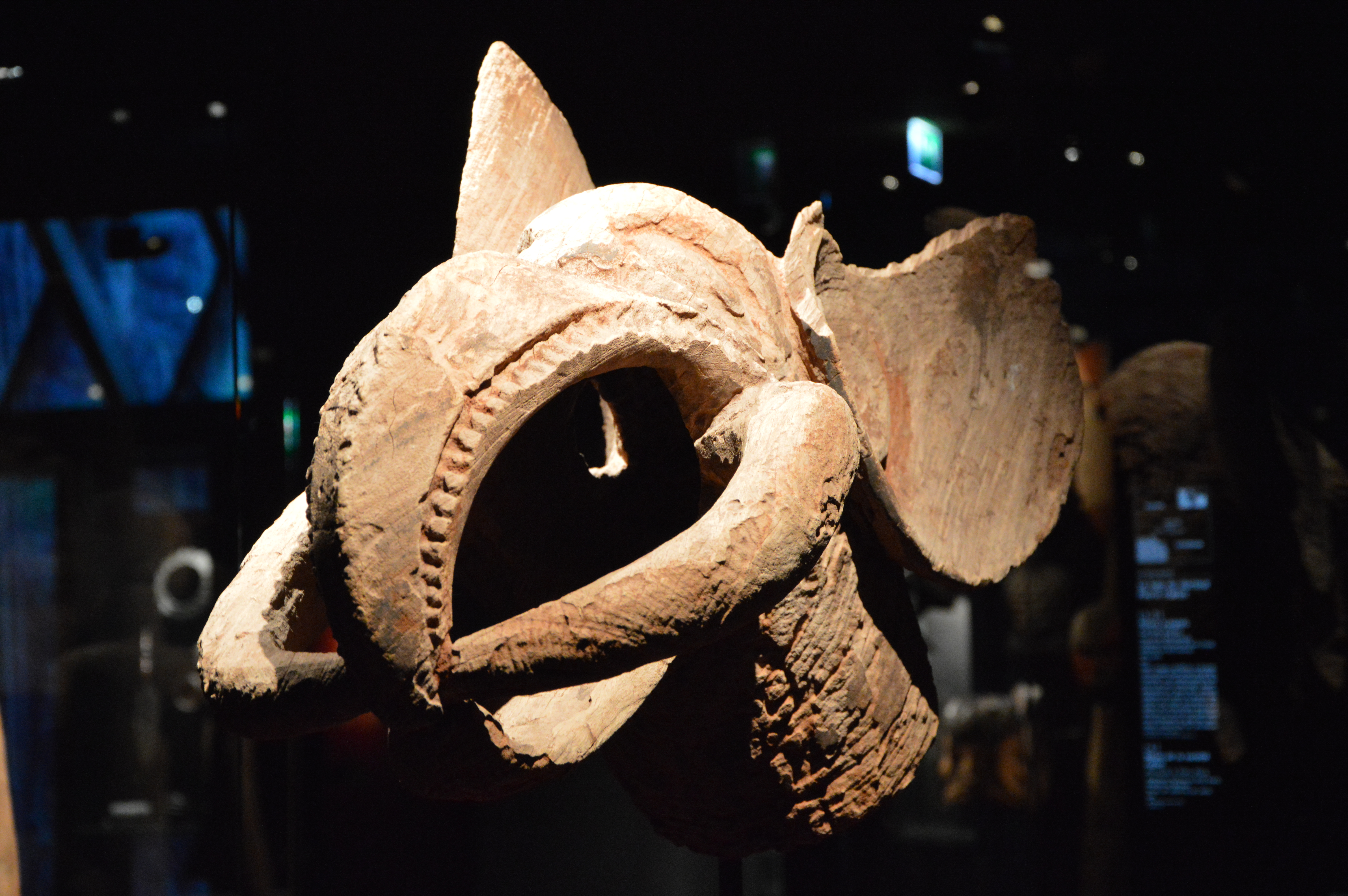
Masque royal éléphant.

Liste des Fo'o Ndong :
| No | Identité             | Période | Période  | Durée  | Étiquette |
| No | Identité             | Début   | Fin      | Durée  | Étiquette |
| -- | -------------------- | ------- | -------- | ------ | --------- |
|    | Ndap Tchou Ier (d),  | 1520    | 1544     | 24 ans |           |
|    | Djeuzonteu (d),      | 1544    | 1560     | 16 ans |           |
|    | Djeumezazong (d),    | 1560    | 1586     | 26 ans |           |
|    | Lepaczack (d),       | 1586    | 1592     | 6 ans  |           |
|    | Gheopouoh (d),       | 1592    | 1614     | 22 ans |           |
|    | Djeuzontchouh (d),   | 1614    | 1632     | 18 ans |           |
|    | Djeuzackeu (d),      | 1632    | 1659     | 27 ans |           |
|    | Pouohzong (d),       | 1659    | 1683     | 24 ans |           |
|    | Mvenletheu (d),      | 1683    | 1709     | 26 ans |           |
|    | Mboupthi (d),        | 1709    | 1728     | 19 ans |           |
|    | Zébazé (d),          | 1728    | 1774     | 46 ans |           |
|    | Ndaptchou IIème (d), | 1774    | 1801     | 27 ans |           |
|    | Ndongmo (d),         | 1801    | 1852     | 51 ans |           |
|    | Tekongmo (d),        | 1852    | 1909     | 57 ans |           |
|    | Kana Ier (d),        | 1909    | 1929     | 20 ans |           |
|    | Ngougjio Jean (d),   | 1929    | 1959     | 30 ans |           |
|    | Kana IIème (d),      | 1959    | 1994     | 35 ans |           |
|    | Kana IIIème (d),     | 1994    | En cours | 31 ans |           |

## Villages
Le groupement de Bafou est constitué des villages de : Aghong, Baghonto, Baleng, Balepia, Balepouo, Balethet, Bamelieu, Bassessa Fotsa, Bawouwoua, Djiomock, Fomock, Keleng, King Place, Leffe, Metsi, Lepoh, Loung, Mekouh, Meloung, Mezet, Ndoh-Djuttitsa, Nkoho, Nzemla, Sankia, Talle, Tchoutsi, Tsingbeu, Ziefeng , Zemtsuet1, Zemtsuet2.

## Personnalités nées à Bafou
- Françoise Foning, femme d'affaires et politicienne.
- Clément Langué Tsobgny, haut fonctionnaire et diplomate
- Albert Ndongmo, évêque
- Florence Tsagué Assopgoum, politologue et romancière.
- Wilfried Keufack Dongmo , informaticien (arrière petit fils de la chefferie bafou)